# Gennadij Cudinovic
Gennadij Cudinovic (ur. 21 lutego 1994) – niemiecki zapaśnik walczący w stylu wolnym. Olimpijczyk z Tokio 2020, gdzie zajął ósme miejsce w wadze 125 kg.
Zajął dziewiętnaste miejsce na mistrzostwach świata w 2022 roku. 
Piąty na mistrzostwach Europy w 2020. Trzynasty na igrzyskach europejskich w 2019. Trzeci na ME U-23 w 2017 i na ME juniorów w 2014 roku.
Mistrz Niemiec w 2022 i drugi w 2014, 2015, 2017 i 2019 roku.